# Long Hard Road Out of Hell
Long Hard Road Out of Hell è un singolo del gruppo Marilyn Manson uscito nel 1997.
La canzone fa parte della colonna sonora del film Spawn, in cui è accreditata ai Marilyn Manson e agli Sneaker Pimps. La canzone è stata utilizzata anche per i trailer dei film La mossa del diavolo, La vera storia di Jack lo squartatore - From Hell e L'ultimo dei Templari.
Il video musicale del brano è incluso come easter egg nel DVD di Spawn, tra le scene tagliate, e anche nelle versioni VHS del film il video è presente all'inizio della videocassetta, prima che il film inizi.

## Il video
Il videoclip della canzone, diretto da Matthew Rolston, mostra Marilyn Manson e gli altri membri della band in atteggiamenti scandalosi, considerati troppo offensivi per la messa in onda su alcune emittenti televisive.
Manson è nudo o in abiti femminili e assume pose che vogliono ricordare statue di santi e la Vergine Maria. Ha anche un incontro erotico con una donna androgina che, nel momento clou del videoclip, diventa un uomo deformato.

## Tracce
1. Long Hard Road Out of Hell (Album Version) - 4:21
2. Long Hard Road Out of Hell (Critter Remix) - 4:17
3. Long Hard Road Out of Hell (Instrumental) - 4:48
4. Kick the P.A. (Instrumental) - 3:18 - canzone dei Korn & The Dust Brothers, nella quale non compare Marilyn Manson

## Formazione
- Marilyn Manson - tracce 1, 2, 3
- Korn, The Dust Brothers - traccia 4